# 지렁이
지렁이는 지렁이아강에 딸린 환형동물의 총칭이다.

## 어원
지렁이는 17세기 문헌에 '디룡이'로 나타난다.거기에 디룡에 이를 결합시켜 만든 것이다 이것은 같은 시기에 나타나는 한자어 '디룡(地龍)'에 명사 형성 접사 '-이'가 결합하여 만들어진 것이다. 이처럼 파생접사 '-이'가 결합된 어원과 없는 어형은 19세기에도 나타난다. 이 '디룡이'가 18세기에 구개음화를 경험한 것이 지룡이이다. 19세기의 지렁이는 한자어라는 의식이 없어지면서 만들어진 형태인 것은 분명하지만, 제2음절의 모음 'ㅛ'가 'ㅓ'로 바뀐 이유는 분명하지 않다. 20세기에 나타나는 지롱이는 자음 뒤에서 음절부음 'ㅣ'가 탈락한 것이고, 지렝이는 'ㅣ'모음 역행동화가 일어난 어형으로 방언에 나타난 것으로 보인다.

## 내용
흙 속이나 호수, 하천, 동굴 등에 널리 분포하여 바다에서 사는 것도 있다. 전 세계에 약 3,100종이 알려져 있으며, 한국에는 60종 내외가 알려져 있다.
몸은 보통 길쭉한 기둥 모양이며 앞끝에 입이, 뒤끝에 항문이 열려 있다. 지렁이는 몸이 거의 같은 모양의 체절 또는 환절(環節)로 되어 있어 전형적인 체절성동물이다.
몸길이는 2∼5mm 정도인 것에서부터 2∼3m에 달하는 것도 있다. 몸의 각 환절에는 강모(剛毛)들이 배열되어 있는데 같은 환형동물인 다모류(多毛類：갯지렁이류)에 비하여 강모의 수가 매우 적어서 지렁이류를 빈모류라고 한다.
또한, 지렁이류는 갯지렁이류와는 달리 부속지나 측각(側脚：다모류에서 각 체절의 측면에 돌출한 1쌍의 잎 모양의 구조물)을 갖지 않는다.
생식기가 가까워지면 몸 앞부분의 환정 3∼5개가 합쳐져서 굵게 되고 빛깔이 변하는데 이 부분을 환대(環帶)라고 한다. 지렁이는 암수한몸이고 1쌍씩의 암수 생식공이 몸 앞부분의 앞뒤 환절에 열려 있다.
교미를 하여 각 개체는 상대방의 정자를 수정낭 속에 받아들였다가 수정시에 쓴다. 지렁이는 유기물질이 들어 있는 먹이를 먹어 분해하고, 이것을 먹는 동물이 많으므로 땅 위나 물속 생태계에서 매우 중요한 구실을 한다.
빈모강은 물지렁이·실지렁이와 같은 원시빈모목(原始貧毛目)과 참지렁이·줄지렁이와 같은 신빈모목(新貧毛目)으로 나뉜다. 지렁이 중에는 낚시미끼·약재·양어용 사료로 쓰이는 것이 있다.

## 습성
지렁이는 몸의 앞부분을 늘리면서 흙을 밀어낸 다음 뒷부분을 끌어당기는 방법으로 움직인다. 지렁이는 체벽에 있는 두 종류의 근육을 이용하여 기어다닌다. 환상근은 지렁이의 몸을 감고 있으며, 몸을 움츠리게 하거나 팽창시킨다. 종주근은 몸의 길이 방향으로 늘어서 있으며, 몸의 길이를 줄이거나 늘인다. 또, 강모(센털)가 있어 미끄러지지 않도록 해준다. 폐나 아가미가 없으며, 흙 알갱이 사이에 있는 공기를 얇은 피부를 통하여 모세혈관으로 받아들여 호흡을 한다. 또 환대가 있는데 환대가 있는 쪽이 머리 쪽이다. 지렁이는 주로 땅 속에 집을 만들어 사는데 비가 오면 집에 물이 차 숨이 막혀 집에서 나오는 것이다.

## 생식
지렁이는 암수한몸으로서, 몸 안에 암수의 생식기가 모두 존재한다. 그러나 생식을 할 때는 두 마리가 교미하여 서로 상대방의 수정낭 속에 정자를 방출한다. 그리하여 알이 수정낭 위를 지날 때에 비로소 수정이 이루어지는데, 이때 알은 환대에서 분비된 막으로 둘러싸여 '난포'라 불린다. 난포의 생김새와 크기는 종류에 따라 다르지만, 대부분 양쪽 끝이 뾰족하다. 알은 난포 안에 채워져 있는 흰 단백질 점액 속에 떠 있다. 그 후 난포 안에서 발생이 진행되다가 성체와 비슷한 수의 체절이 형성되면 비로소 난포를 끌고 나와 부화한다. 지렁이의 정소·난소 등의 생식기는 일정한 체절 속에 들어 있으며, 그 바깥 쪽에는 수정관이나 수란관이 열려 있다. 그런데 이와 같은 기관의 위치·수·배열은 매우 다양하므로, 이들을 체계적으로 정리하면 지렁이가 진화 과정에서 어떠한 방법으로 분화되었는가를 추측할 수 있다. 한편, 무성생식은 일어나지 않지만, 재생력이 매우 강한 종류도 있다.

## 동식물에게 주는 이로움
실지렁이는 야생과 수족관의 많은 물고기에 중요한 먹이가 된다. 그리고 사람들이 낚시할 때 좋은 미끼가 된다.
흙 안에서 쓰레기 등을 먹으며 환경을 이롭게 한다.

## 지렁이와 관련된 설화
경상북도 안동시에는 지렁이가 변한 사람인 견훤을 물리친 삼태사에 관한 이야기가 내려져온다. 견훤은 물에 들어갔다 나오면 힘을 내게 되기 때문에 지렁이가 화한 사람으로 여겨졌다. 안동 전투로 승승장구하고 있는 견훤을 막기 위해 김씨·권씨·장씨 삼태사는 간장과 소금을 이용하여 견훤을 물리쳤고, 나라에서 벼슬을 받는다.

## 같이 보기
- 지렁이분 퇴비